# A Royal Family
A Royal Family è un film del 1915 diretto da William Nigh. La sceneggiatura si basa sul lavoro teatrale A Royal Family (New York, 5 settembre 1900).

## Trama
Per evitare una guerra tra il suo regno e quello di Arcacia, il re di Kurland propone di mettere fine alle tensioni politiche tra i due paesi con il matrimonio di suo figlio con la principessa Angela di Arcacia. La principessa, però, si oppone a quelle nozze. Il principe, allora, si reca in Arcacia sotto mentite spoglie per conoscerla e, fingendosi un semplice nobile, cerca di convincerla ad accettare quel progetto. A poco a poco, lei comincia a considerare la proposta e, benché si sia innamorata del giovane conte, accetta l'idea di quel matrimonio che eviterà una possibile guerra. Lui, intanto, scopre un complotto a corte e, per indagare, si mette a corteggiare una dei cospiratori, la contessa Varensa. Ma viene visto da Angela mentre è abbracciato a lei. Gelosa, Angela fugge via ma viene catturata dai soldati di Kurland. Il conte la salva e lei dichiara a tutti la sua intenzione di sposare l'erede al trono, assicurando così la pace tra i due paesi. Solo allora, il supposto conte le rivela la sua vera identità, quella di essere il suo futuro sposo.

## Produzione
Il film fu prodotto dalla Columbia Pictures Corporation.

## Distribuzione
Il copyright del film, richiesto dalla Metro Pictures Corp., fu registrato il 16 ottobre 1915 con il numero LP6675.
Distribuito dalla Metro Pictures Corporation, il film uscì nelle sale cinematografiche statunitensi il 16 agosto 1915.
Copia completa della pellicola si trova conservata negli archivi della MGM.